# 亚美尼亚共和党
亚美尼亚共和党，亚美尼亚主要政党。该党目前是亚美尼亚最大的右翼政党，目前有14万党员。该党是亚美尼亚独立后最早成立的政党。